# Regione di Bago
La regione di Pegu (o Regione di Bago) è una divisione amministrativa della Birmania (Myanmar), situata nella parte meridionale del paese. Il capoluogo è Pegu, la quinta città più popolosa del paese, altre città importanti sono Prome e Toungoo.
Confina con la regione di Magway e con la regione di Mandalay a nord; con lo Stato Kayin, lo stato Mon ed il golfo di Martaban ad est, con la regione di Yangon a sud e con la regione di Ayeyarwady e lo Stato Rakhine ad ovest. 

## Geografia
Nella parte orientale della regione si estende la relativamente poco fertile valle di Sittaung mentre ad occidente si trova la più rigogliosa piana alluvionale di Ayeyarwady, le due zone pianeggianti sono separate dalla catena montuosa Bago Yoma.

## Divisione amministrativa

I distretti

La regione è suddivisa in sei distretti e 28 Township, i distretti sono i seguenti:
- Distretto di Bago
- Distretto di Pyay
- Distretto di Tharrawaddy
- Distretto di Taungoo
- Distretto di Nyaunglebin
- Distretto di Nattalin